# Maria von Plessen

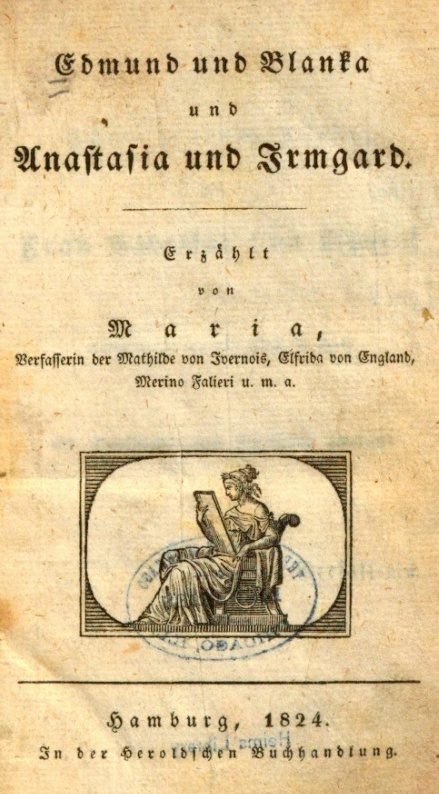
Titelblatt der Erzählung Edmund und Blanka sowie Anastasia und Irmgard von Maria von Plessen

Maria Sophia Christiana von Plessen, auch Maria von Plessen, in der GND (irrig) als Marie Sophie Christine von Plessen (getauft 22. August 1783 in Göhren als Maria Sophia Christiana von Fick; † 8. Dezember 1851 in Bützow) war eine deutsche Dichterin und Schriftstellerin.

## Leben
Maria erblickte das Licht der Welt als zweites Kind des Gutsbesitzers Johann Christian von Fick  (1712–1785) und dessen Ehefrau Christiana (Elisabeth Albertina), geborene von Altrock (1763–1820), auf dem Gutsanwesen in Göhren und Lebbin. Bereits im Jahr 1785 musste ihre Mutter den Verlust ihres Mannes verkraften. 1786 heiratete sie in zweiter Ehe Ernst Andreas Zacharias von Grape (1756–1822). Die Familie lebte weiterhin auf dem Allodialgut zu Göhren und Lebbin, wo Maria zusammen mit ihrem Bruder und sechs weiteren Halbgeschwistern aufwuchs.
Über ihre Bildung ist nur wenig bekannt; wahrscheinlich erhielt sie im Elternhaus Unterricht von einem Hauslehrer. Am 9. Januar 1805 heiratete sie standesgemäß Friedrich (Ludwig Carl Ulrich) von Plessen (1781–1853), der als Kammerjunker und späterer Kammerherr dem herzoglichen Hofstaat zu Schwerin angehörte. Seither wurde Maria teittypisch mit dem Titel ihres Ehemannes als Kammerherrin bezeichnet. Im Rahmen herzoglicher Aufträge bereisten der Kammerherr und seine Gattin zahlreiche Städte, in denen sie zeitweise residierten, darunter Berlin-Dorotheenstadt, Plau, Schwerin und Crivitz-Augustenhof. An diesen Orten kamen auch ihre Kinder zur Welt oder verstarben.
Nach der Geburt ihres vierten Kindes im Jahr 1811 in Schwerin übernahm die "Kammerherrin" von Plessen das Allodialgut Clausdorf, wo sie sich fortan intensiv um das Wohlergehen ihrer Kinder kümmerte.  Ab 1819 begann sie unter dem Pseudonym „Maria“ oder „Maria von Plessen“ ihre ersten Erzählungen zu veröffentlichen.
1821 erlitten Maria und Friedrich von Plessen den schweren Verlust ihres einzigen Sohnes, Friedrich Ernst, der während seiner Ausbildung an einer Lungenentzündung verstarb.  Mit seinem Tod verlor die Familie nicht nur ihren Sohn, sondern auch den zukünftigen Erbherrn des Rittergutes. Bis zum Jahr 1840 hatte die Maria das Rittergut Clausdorf im Besitz, überließ jedoch dessen Bewirtschaftung einem Gutsverwalter. Im Jahr 1841 veräußerte sie das Anwesen an Christian Johann Friedrich Reichhoff.

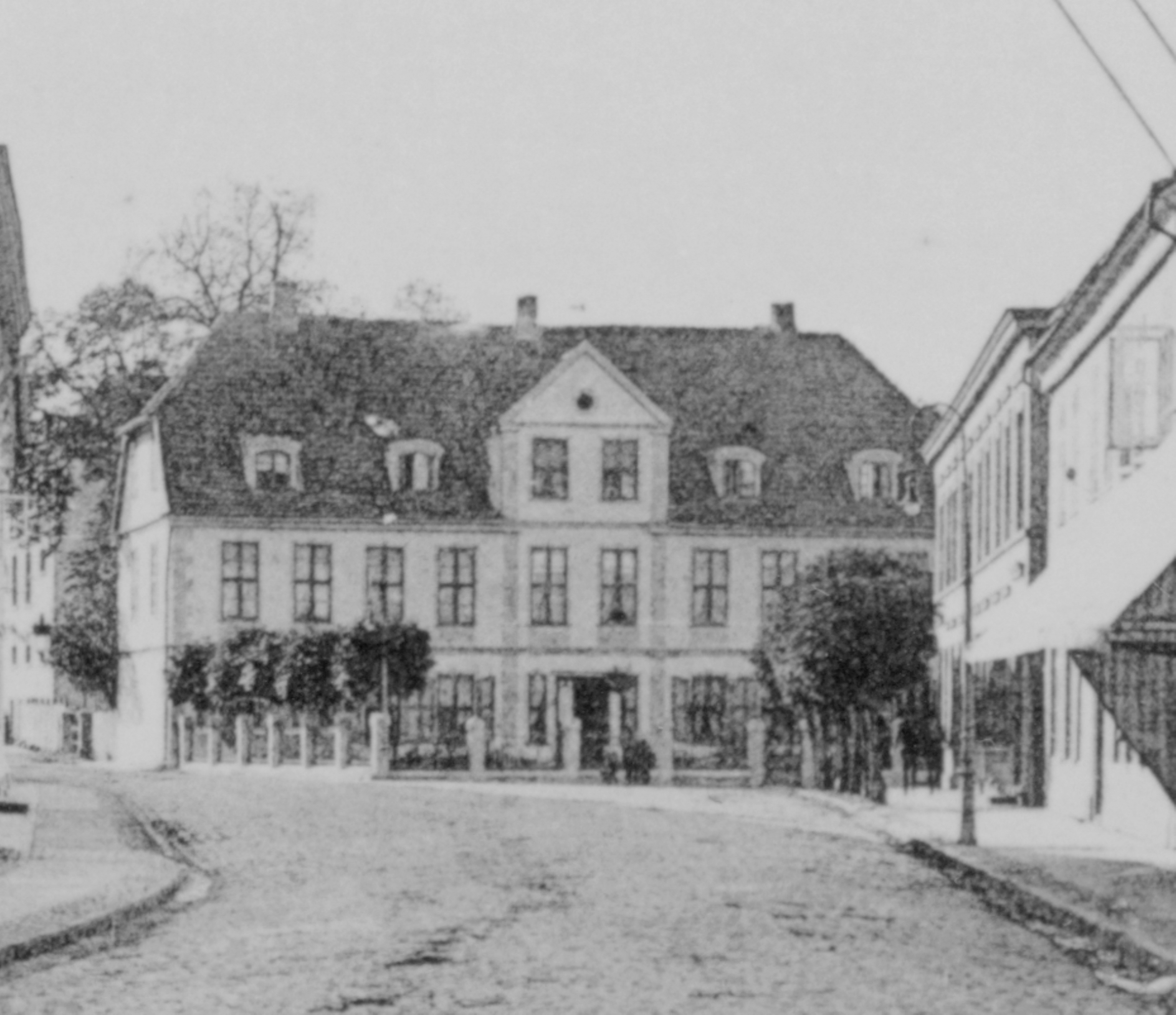
Das sogenannte Oertzen'sche Herrenhaus in Bützow

Die Kammerherrin erwarb nach 1822 das leerstehende Oertzen'sche Herrenhaus in der Schlossstraße in Bützow, in dem sie den Großteil ihrer literarischen Werke schuf und bis zu ihrem Lebensende gemeinsam mit ihrem Ehemann Friedrich und ihren drei Töchtern lebte. Das Herrenhaus blieb bis 1870 im Besitz der Familie.

### Kinder
- Friedrich Ernst (* 1806 in Berlin-Dorotheenstadt; † 1821 in Lüdershagen)
- Sophia (Constantia Albertine Amalia)  (* 1807 in Plau; † 1875 in Bützow)
- Constance Sophie Louise (* 1809 in Schwerin; † 1810 in Augustenhof)
- Bertha (Bernhardine Friederike Franzisca) (* 1811 in Schwerin; † 1851 in Bützow)
- Mathilda, verheiratete Block (* 1812 in Clausdorf; †  1891 in Bützow)

## Werke
- Schneeglöckchen (1819)
- Mathilde
- Park zu Elvas
- Grafen von Geldern
- Schlittenfahrt zu Schmerle
- Eugen und Emilie und des schönen Georg
- Edmund und Blanka und Anastasia und Irmgard (1824)
- Elfrida von England und Edward der Märtyrer (1824)
- Gedichte (1840), zweite Auflage (1847)